# Euderces longicollis
Euderces longicollis là một loài bọ cánh cứng trong họ Cerambycidae.